# Дрезден (Теннессі)
Дрезден (англ. Dresden) — місто (англ. town) в США, в окрузі Віклі штату Теннессі. Населення — 3019 осіб (2020).

## Географія
Дрезден розташований за координатами 36°16′37″ пн. ш. 88°41′36″ зх. д. / 36.27694° пн. ш. 88.69333° зх. д. (36.277008, -88.693465).  За даними Бюро перепису населення США, в 2010 році місто мало площу 14,44 км², з яких 14,41 км² — суходіл та 0,03 км² — водойми. У 2017 році площа становила 15,43 км², з яких 15,39 км² — суходіл та 0,04 км² — водойми.

## Демографія
Згідно з переписом 2010 року, у місті мешкало 3005 осіб у 1250 домогосподарствах у складі 794 родин. Густота населення становила 208 осіб/км².  Було 1377 помешкань (95/км²).
Расовий склад населення:
| - 92,1 % — білих - 4,8 % — чорних або афроамериканців - 0,4 % — азіатів - 0,2 % — корінних американців - 0,1 % — вихідців з тихоокеанських островів |

До двох чи більше рас належало 2,2 %. Частка іспаномовних становила 1,1 % від усіх жителів.
За віковим діапазоном населення розподілялося таким чином: 22,7 % — особи молодші 18 років, 59,9 % — особи у віці 18—64 років, 17,4 % — особи у віці 65 років та старші. Медіана віку мешканця становила 39,8 року. На 100 осіб жіночої статі у місті припадало 89,4 чоловіків;  на 100 жінок у віці від 18 років та старших — 86,4 чоловіків також старших 18 років.
Середній дохід на одне домашнє господарство  становив 47 616 доларів США (медіана — 30 114), а середній дохід на одну сім'ю — 67 309 доларів (медіана — 61 364). За межею бідності перебувало 21,0 % осіб, у тому числі 31,6 % дітей у віці до 18 років та 16,2 % осіб у віці 65 років та старших.
Цивільне працевлаштоване населення становило 1110 осіб. Основні галузі зайнятості: освіта, охорона здоров'я та соціальна допомога — 21,0 %, роздрібна торгівля — 19,8 %, публічна адміністрація — 16,5 %, виробництво — 14,9 %.